# سامسونگ گلکسی گرند پرایم
سامسونگ گلکسی گرند پرایم (انگلیسی: Samsung Galaxy Grand Prime) یک تلفن هوشمند پایین ردهٔ اندرویدی است که توسط سامسونگ الکترونیک ساخته شده‌است. گرند پرایم جانشین مدل کور پرایم است.